# 劉子悅
劉子悦（？—466年），南北朝刘宋宋孝武帝劉駿第二十八子，母為杜容华。

## 母
杜容华，宋孝武帝的容华

## 生平
劉子悦是宋孝武帝最小的兒子，沒有封王，泰始二年（466年），劉子悦被叔父宋明帝赐死。